# Arash Derambarsh
Arash Derambarsh (Parigi, 25 luglio 1979) è un politico e scrittore francese.

## Lotta contro lo spreco alimentare
Politico e scrittore, molto attivo nella lotta contro lo spreco alimentare. Essendo la conoscenza dell'enorme quantità di prodotti alimentari sprecati nei supermercati, ha cercato una soluzione legale per distribuire i prodotti commestibili ancora utilizzabili ai più bisognosi. Derambarsh e il suo team sono riusciti a raccogliere 2 100 firme per presentare una proposta al parlamento francese, che ha approvato una legge che impedì ai supermercati di dimensioni superiori ai 4 000 metri quadri di gettare le eccedenze alimentari ancora commestibili. Inoltre, la stessa proposta impegnava le scuole ad insegnare il corretto utilizzo dei prodotti alimentari. Ha inoltre pubblicato un libro dal titolo, “Manifesto contro lo spreco alimentare”, libro che vinse il premio “Edgar Faure” come miglior testo politico dell'anno. Derambarsh è stato inserito come uno dei 100 intellettuali mondiali più in vista dell'edizione 2016 della rivista Foreign Policy.